# 123794 Deadwood
123794 Deadwood è un asteroide della fascia principale. Scoperto nel 2001, presenta un'orbita caratterizzata da un semiasse maggiore pari a 2,6755271 au e da un'eccentricità di 0,1416648, inclinata di 8,81630° rispetto all'eclittica.